# اندیس خاک رس دشت آنجدان
خاک رس دشت آنجدان یک اندیس مصالح ساختمانی است که در حوالی شهر دور چینگ استان سیستان و بلوچستان قرار دارد و مادهٔ معدنی موجود در آن، خاک رس است.سنگ میزبان این اندیس آلوویوم است و دیرینگی آن به دوران عهد حاضر می‌رسد. 